# マリア・チビテ
マリア・ビクトリア・チビテ・ナバスクエス（スペイン語: María Victoria Chivite Navascués、1978年6月5日 - ）は、スペイン・ナバーラ県シントゥルエニゴ出身の政治家。スペイン社会労働党(PSOE)の地域支部であるナバーラ社会党(PSN)所属。2011年から2015年までスペイン下院議員を務めた。2014年からナバーラ社会党党首を、2019年からナバーラ州首相を務めている。

## 経歴
1978年6月5日、ナバーラ県のトゥデラ近郊にあるシントゥルエニゴに生まれた。ナバーラ州立大学で社会学を専攻して卒業した。スペイン社会労働党(PSOE)の青年組織であるスペイン社会主義青年団のメンバーでもあった。2003年から2007年まではシントゥルエニゴの自治体議会議員を務め、2011年から2013年まではバリェ・デ・エグエス/エグエシバルの自治体議会議員を務めた。2007年から2015年まではナバーラ州議会議員も務めた。
2011年にはスペイン上院議員に当選し、2014年には上院におけるスペイン社会労働党のスポークスパーソンに就任した。2014年12月13日にはナバーラ社会党の党首に就任した。2015年のナバーラ州議会議員選挙ではナバーラ社会党の筆頭候補（州首相候補）として臨んだが、この際はバスク民族主義党などで構成されるゲロア・バイのウシュエ・バルコスが州首相に選出されている。
2019年のナバーラ州議会議員選挙では再びナバーラ社会党の筆頭候補として臨み、ナバーラ社会党はナバーラ住民連合などで構成されるナバーラ・スマに次いで第2位の議席数を得た。ナバーラ社会党の議席数は50議席中11議席に過ぎなかったが、首相指名投票ではゲロア・バイ、ポデモス、イスキエルダ＝エスケラの協力を得た。2019年8月2日にはチビテが首相指名投票で州首相に選出され、8月6日に州首相に就任した。